# کلمار بوچی
کلمار بوچی (به انگلیسی: Clemar Bucci) (زادهٔ ۴ سپتامبر ۱۹۲۰ در سانتافه، درگذشتهٔ ۱۲ ژانویهٔ ۲۰۱۱ در بوئنوس آیرس) رانندهٔ مسابقه‌ای اهل آرژانتین بود. او از ۱۷ ژوئیهٔ ۱۹۵۴ در پنج گراند پری قهرمانی جهان، و چندین مسابقهٔ غیر قهرمانی فرمول یک، شرکت کرد. او در این مسابقات هیچ امتیازی کسب نکرد. بوچی در زنون پریرا متولد شد و در بوئنوس آیرس درگذشت.

## نتایج کامل در مسابقات قهرمانی جهان فرمول یک
(کلید)
| سال  | تیم                   | شاسی           | موتور                | ۱             | ۲      | ۳     | ۴      | ۵           | ۶        | ۷        | ۸          | ۹       | رانندهٔ قهرمان | امتیازها |
| ---- | --------------------- | -------------- | -------------------- | ------------- | ------ | ----- | ------ | ----------- | -------- | -------- | ---------- | ------- | ------------- | -------- |
| ۱۹۵۴ | اکیپ گوردینی          | گوردینی تیپ ۱۶ | گوردینی ۶ سیلندر خطی | آرژانتین      | ۵۰۰    | بلژیک | فرانسه | بریتانیا ب. | آلمان ب. | سوئیس ب. | ایتالیا ب. | اسپانیا | ر.ن.          | ۰        |
| ۱۹۵۵ | آفیسین آلفیری مازراتی | مازراتی ۲۵۰اف  | مازراتی ۶ سیلندر خطی | آرژانتین ب. * | موناکو | ۵۰۰   | بلژیک  | هلند        | بریتانیا | ایتالیا  |            |         | ر.ن.          | ۰        |

* نشانگر رانندگی اشتراکی با هری شل و کارلوس مندیتگای